# Rudolf Edinger
Rudolf Edinger (ur. 22 listopada 1902 w Erlaa, zm. 4 maja 1997 w Brunn am Gebirge) – austriacki sztangista, mistrz świata.

## Kariera
Największy sukces osiągnął w 1923 roku, kiedy podczas mistrzostw świata w Wiedniu zdobył złoty medal w wadze lekkiej. Z wynikiem 360 kg wyprzedził tam Heinricha Baumanna z Republiki Weimarskiej oraz Bohumila Durdisa z Czechosłowacji. Był to jego jedyny medal wywalczony na międzynarodowej imprezie tej rangi. Rok później wystartował na igrzyskach olimpijskich w Paryżu, gdzie zajął dwudzieste czwarte miejsce w tej samej kategorii. Był tam dwunasty w podrzucie, dwunasty w rwaniu, trzeci w wyciskaniu, nie ukończył podrzutu jednorącz i czternasty w rwaniu jednorącz. Łącznie uzyskał 347.5 kg. Dwukrotnie ustanawiał rekord świata w wyciskaniu.
W 1942 roku został wcielony do Wehrmachtu, w którym służył jako sanitariusz. Wkrótce dostał się do niewoli. Po zakończeniu II wojny światowej pracował jako rzeźnik. Oprócz podnoszenia ciężarów uprawiał także piłkę nożną; był między innymi napastnikiem w klubie SC Siebenhirten